# Edward Lansdale
Edward Geary Lansdale (ngày 6 tháng 2 năm 1908 - ngày 23 tháng 2 năm 1987) là sĩ quan Không quân Mỹ đến khi nghỉ hưu vào năm 1963 có quân hàm thiếu tướng, trước khi làm việc với Cục tình báo trung ương. Lansdale tiên phong trong ngành bí nhiệm và chiến tranh tâm lý, vào đầu thập niên 50 ông có vai trò quan trọng trong việc dập tắt cuộc nội loạn Huk ở Philippines, năm 1954 ông chuyển đến Sài Gòn và thành lập Đặc phái đoàn quân sự Sài Gòn, tổ chức tình báo bí mật có nhiệm vụ gieo rắc phân tranh ở Bắc Việt. Lansdale tin rằng Mỹ có thể thắng chiến tranh du kích bằng cách nghiên cứu tâm lý đối thủ, cả hai chính quyền Kennedy lẫn Johnson đều tán thành.

## Đầu đời
Lansdale sinh ở Detroit, Michigan vào ngày 6 tháng 2 năm 1908 và nuôi ở Los Angeles, là con thứ hai trong bốn đứa con trai của Sarah Frances Philips cùng Henry Lansdale. Lansdale đi học ở Michigan, New York và California trước khi vào UCLA, nơi ông kiếm tiến chủ yếu bằng cách viết báo và tạp chí. Sau này ông kiếm việc quảng cáo lương cao hơn ở Los Angeles và San Francisco.

## Sự nghiệp

### Philippines
Lansdale làm việc cho Cục tình báo chiến lược trong Thế chiến thứ hai, cuối cùng được thăng hàm làm thiếu tá, ông kéo dài kỳ phục vụ, tiếp tục ở Philippines đến năm 1948 để giúp Lục quân Philippine tái thiết ngành tình báo và giải quyết số lượng vụ tù nhân chiến tranh lớn. Vì phần lớn kinh nghiệp làm viên tình báo đi cùng với đơn vị Không quân lục quân Mỹ, ông chuyển sang Không quân Mỹ và bổ làm đại úy khi thành lập làm nhánh độc lập năm 1947. Sau khi rời Philippines vào năm 1948, ông làm viên hướng dẫn ở Trường tình báo chiến lược tại Căn cứ không quân Lowry, Colorado, nơi ông được thăng hàm tạm thời làm trung tướng vào năm 1949.
Năm 1950, Tổng thống Elpidio Quirino đích thân yêu cầu Lansdale chuyển sang Nhóm hỗ trợ quân sự Mỹ chung, Philippines để giúp đỡ ngành tình báo của Quân đội Philippines mà đánh với tổ chức Hukbalahap cộng sản. Lansdale tiên phong chiến tranh tâm lý, gieo rắc tin đồn ma cà rồng khắp trong rừng, rồi quân nhân bắt giữ lính địch, hút máu từ cơ thể cho Hukbalahap thấy mà sợ, chạy trốn khỏi khu vực.
Lansdale kết bạn với Ramon Magsaysay, đương thời làm bộ trưởng quốc phòng, Magasay có ông giúp đỡ trở thành Tổng thống Philippines vào ngày 30 tháng 12 năm 1953. Lansdale giúp Quân đội Philippine phát triển tâm lý nhiệm, hoạt động công dân và cải tạo tù nhân Hukbalahap.

### Việt Nam
Sau khi thành công trong việc chấm dứt nổi loạn Huk tả khuynh ở Philippines và xây dựng ủng hộ cho tổng thống Magsaysay, Cục trưởng tình báo Allen Dulles chỉ thị Lansdale "làm [ở Việt Nam] những gì đã làm ở Philippines." Trước đấy Lansdale là thành viên phái đoàn dến Đông Dương vào năm 1953 của Tướng quân John W. O'Daniel, làm cố vấn cho lực lượng Pháp về hoạt động phản du kích chống Việt Minh. Từ năm 1954 đến 1957, ông ở Sài Gòn lãnh đạo Đặc phái đoàn quân sự Sài Gòn. Trong thời kỳ này, ông có chân trong huấn luyện Quân đội quốc gia Việt Nam, tổ chức quân dân Cao Đài theo Trình Minh Thế nhằm củng cố quân đội, vận động tuyên truyền khuyến khích tín đồ công giáo di cư xuống nam trong Cuộc di cư Việt Nam và phát tán tin đồn điệp viên Bắc Việt đang tổ chức tấn công ở Nam Việt.
Cuộc di cư Việt Nam thay đổi cân bằng tôn giáo, trước chiến tranh đa số tín đồ công giáo sống ở Bắc Việt, nhưng sau thì miền nam có đa số mà 55% là dân tị nạn từ miền bắc. Lansdale làm được bằng cách thả tời rơi vào các ấp ở miền bắc có ghi "Chúa đã xuống Nam" và các tờ rơi khác có bản đồ cho thấy các vòng tròn đồng tâm tỏa ra từ Hà Nội, ám chỉ cuộc tấn công bom nguyên tử thủ đô miền bắc sắp diễn ra.
Trong khi ở Việt Nam, Lansdale nhanh chóng kết thân với Ngô Đình Diệm, lãnh đạo Nam Việt, thường nghi ngờ bất cứ ai không thuộc gia đình thân nhưng mời Lansdale vào dinh tổng thống mà kết bạn. Tháng 10 năm 1954, Lansdale phá nỗ lực đảo chính, cắt đứt liên lạc của Tướng quân Nguyễn Văn Hinh với các trung úy cao cấp bằng cách chuyển họ đến Manila.
Lansdale bồi huấn Phạm Xuân Ẩn, phóng viên cho tờ Time nhưng thật ra là gián điệp Bắc Việt cao cấp. Năm 1961, ông giúp công bố câu chuyện Linh mục Nguyễn Lạc Hóa, "linh mục chiến đấu" tổ chức quân dân Biệt khu Hải yến ở làng gồm dân lưu vong công giáo Trung Hoa phản cộng. Năm 1961, ông tuyển mộ John M. Deutch làm công việc đầu tiên trong chính phủ, làm một trong những "Nhóc thiên tài" của Robert McNamara. Deutch sau này trở thành Cục trưởng tình báo trung ương.

### Vận động phản Castro
Từ năm 1957 đến 1963, Lansdale làm việc cho Bộ quốc phòng ở Washington, làm Phó trợ lý thư ký đặc nhiệm, Ủy viên công tác Ủy ban tổng thống về trợ giúp quân sự và Trợ lý thư ký quốc phòng về đặc nhiệm. Trong đầu thập niên 60, ông có chân trong các hoạt động bí mật nhằm lật đổ chính phủ Cuba, bao gồm đề nghị ám sát Fidel Castro. Hầu hết công việc nằm trong "Kế hoạch Mongoose", tên hoạt động cho kế hoạch lật đổ chính phủ Castro của Cục tình báo trung ương. Theo Daniel Ellsberg, một thời làm việc dưới Lansdale, ông cho rằng mình bị Bộ trưởng quốc phòng Robert McNamara của Tổng thống Kennedy sa thải vì từ chối lời mời của Kennedy tham gia việc lật đổ chính quyền Diệm.

## Sự nghiệp sau và đời sống cá nhân

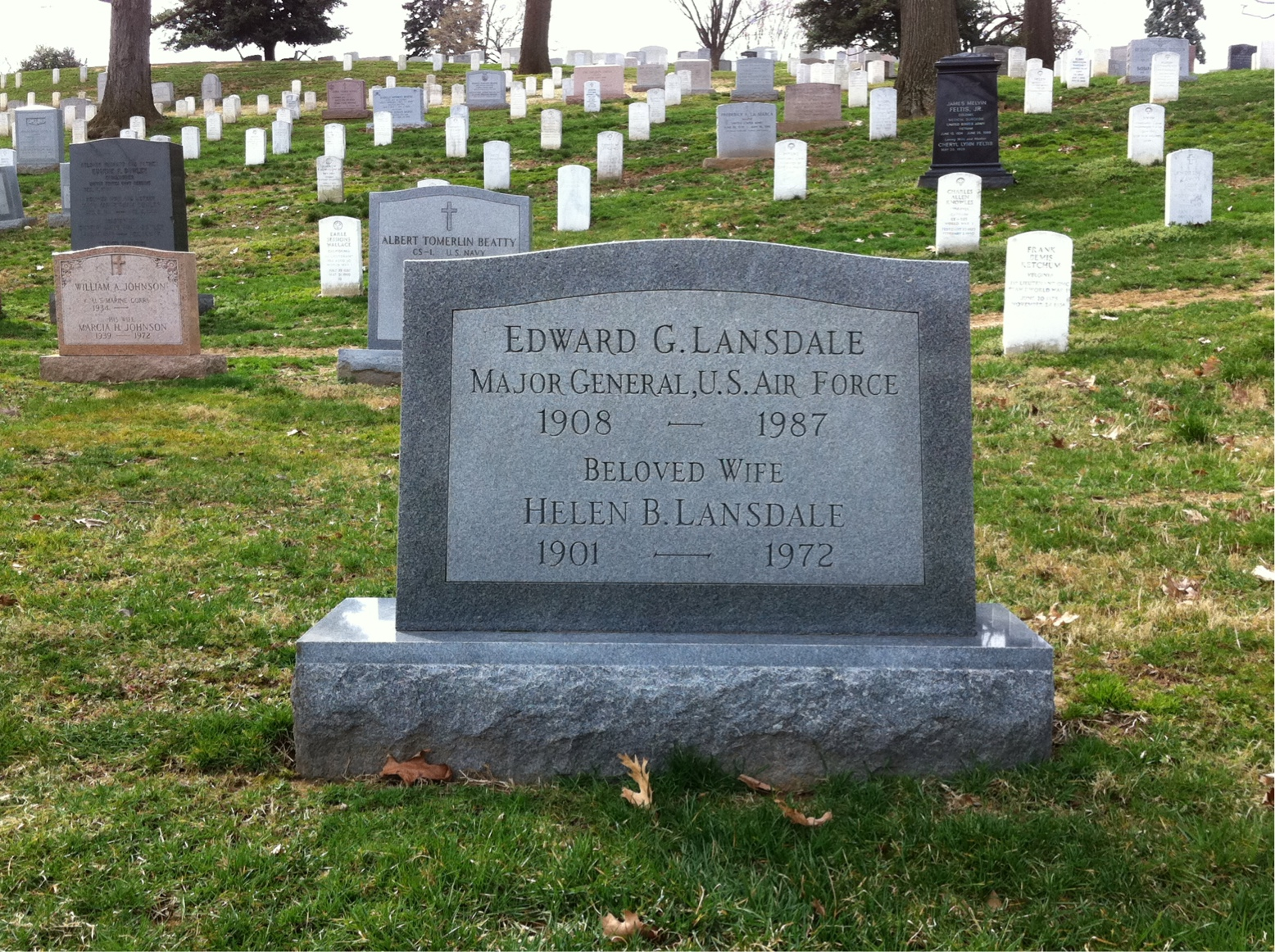
Phần mộ ở Nghĩa trang quốc gia Arlington

Lansdale rời lực lượng Không quân nghỉ hưu vào ngày 1 tháng 11 năm 1963, nhưng từ năm 1965 đến 1968, ông quay về Việt Nam làm việc ở Đại sứ quán Mỹ, Sài Gòn có chức vụ lãnh sự. Tuy nhiên, quyền hạn của ông mập mờ và ông bị đẩy ra lề và làm nản lòng bởi tính quan liêu. Hồi ký năm 1972, In the Midst of Wars. An American's Mission to Southeast Asia, có ghi chép thời gian ở Philippines và Việt Nam đến tháng 12 năm 1956.
Tiểu sử của Lansdale, The Unquiet American, do Cecil Currey viết và xuất bản năm 1988, tựa đề nhắc đến ý tưởng thông thường nhưng sai rằng nhân vật trong tiểu thuyết The Quiet American của Graham Greene xây dựng trên Lansdale. Theo tiểu sử Greene hợp cách của Norman Sherry, The Life of Graham Greene (Penguin, 2004), Lansdale không chính thức tham gia chiến trường Việt Nam cho đến năm 1954, trong khi Greene viết vào năm 1952 sau khi rời Việt Nam. Khả thi hơn là ông là ý tưởng cho nhân vật Đại tá Hillandale trong tiểu thuyết chung The Ugly American của Eugene Burdick cùng William Lederer, xuất bản năm 1958. Nhiều giấy tờ và vật tư của Lansdale bị thiêu hủy trong hỏa hoạn nhà McLean vào năm 1972. Năm 1981, ông quyên góp hầu hết giấy tờ còn lại cho Viện nghiên cứu Hoover của Đại học Stanford.
Lansdale mất vì bệnh tim mạch vào ngày 23 tháng 2 năm 1987. Ông chôn cất ở Nghĩa trang quốc gia Arlington, tái giá một lần và có hai con trai với vợ thứ nhất.

## Đường dẫn ngoài
- Tiểu sử Không quân chính thức
- James Gibney, "The Ugly American." Bài bình luận Edward Lansdale's Cold War, của Jonathan Nashel. New York Times, 15 tháng 1 năm 2006.
- Marc D. Bernstein, History.net, Ed Lansdale's Black Warfare in 1950s Vietnam
- Imperial War Museum Interview
- Edward Lansdale tại Find a Grave